# Калдерано (Тревизо)
Калдерано је насеље у Италији у округу Тревизо, региону Венето.
Према процени из 2011. у насељу је живело 210 становника. Насеље се налази на надморској висини од 15 м.